# Мартасвил (Мисури)
Мартасвил (енгл. Marthasville) град је у америчкој савезној држави Мисури.

## Демографија
По попису из 2010. године број становника је 1.136, што је 299 (35,7%) становника више него 2000. године.
| Група             | 2000.       | 2010.         |
| Белци             | 809 (96,7%) | 1.097 (96,6%) |
| Афроамериканци    | 9 (1,1%)    | 2 (0,2%)      |
| Азијати           | 3 (0,4%)    | 1 (0,1%)      |
| Хиспаноамериканци | 3 (0,4%)    | 21 (1,8%)     |
| Укупно            | 837         | 1.136         |